# Xeon
Xeon (Зион) је бренд x86 микропроцесора који је дизајниран и произведен од стране корпорације Интел. Намењен је за тржиште непотрошачких радних станица, сервера и уграђених система.Главне предности Xeon процесора, у поређењу са већином Интелових потрошачких процесора, јесу његове multi-socket способности, већи број језгара, и подршка ECC меморије.
Мане због којих је Xeon процесор неприкладнан за већину потрошачких компјутера: нижа фреквенција језгра за исту цену процесора (јер сервери врше више задатака паралелно у односу на десктоп рачунаре), недостатак интегрисане графичке картице и недостатак подршке за оверклокинг.

## Преглед
Xeon бренд се одржавао у неколико генерација x86 и x86-64 процесора. Старијим моделима је на крају имена њихових одговарајућих десктоп процесора додаван Xeon, док новији модели користе Xeon назив сам за себе. Xeon процесори углавном имају више кеша и способност мултипроцесовања, у односу на њихове десктоп дупликате. 
| Intel Xeon породица процесора | Intel Xeon породица процесора | Intel Xeon породица процесора                                                             | Intel Xeon породица процесора | Intel Xeon породица процесора | Intel Xeon породица процесора                                    |
| Server – (UP/DP) 3000/5000/E3/E5-1xxx and 2xxx/E7-2xxx series | Server – (UP/DP) 3000/5000/E3/E5-1xxx and 2xxx/E7-2xxx series | Server – (UP/DP) 3000/5000/E3/E5-1xxx and 2xxx/E7-2xxx series                             | Server – (MP) 7000/E5-4xxx/E7-4xxx and 8xxx series | Server – (MP) 7000/E5-4xxx/E7-4xxx and 8xxx series | Server – (MP) 7000/E5-4xxx/E7-4xxx and 8xxx series               |
| Назив | Језгро | Датум изласка                                                                             | Надимак | Језгро | Датум изласка                                                    |
| --- | --- | ----------------------------------------------------------------------------------------- | --- | --- | ---------------------------------------------------------------- |
| Drake | (250 nm) | Jun 1998                                                                                  | | |                                                                  |
| Tanner Cascades | (250 nm) (180 nm) | Mar 1999 Oct 1999                                                                         | | |                                                                  |
| Foster Prestonia Gallatin Nocona Irwindale Paxville Dempsey | (180 nm) (130 nm) (90 nm) dual (90 nm) dual (65 nm) | May 2001 Feb 2002 Mar 2003 Jun 2004 Feb 2005 Oct 2005 May 2006                            | Foster MP Gallatin MP Cranford Potomac Paxville MP Tulsa | (180 nm) (130 nm) (90 nm) dual (90 nm) dual (65 nm) | Mar 2002 Nov 2002 Mar 2005 Dec 2005 Aug 2006                     |
| Sossaman Woodcrest Conroe Allendale Wolfdale Kentsfield Yorkfield Wolfdale DP Clovertown Harpertown | dual (65 nm) dual (65 nm) dual (45 nm) quad (65 nm) quad (45 nm) dual (45 nm) quad (65 nm) quad (45 nm) | Mar 2006 Jun 2006 Oct 2006 Jan 2007 Feb 2008 Jan 2007 Mar 2008 Nov 2007 Nov 2006 Nov 2007 | Tigerton Dunnington | dual (65 nm) quad (45 nm) six (45 nm) | Sep 2007 Sep 2008                                                |
| Nehalem-EP Bloomfield Beckton (65xx) Westmere-EX (E7-2xxx) Sandy Bridge-EP Ivy Bridge (E3 v2/E5-1xxx/2xxx v2) Ivy Bridge-EX (E7-28xx v2) Haswell (E3 v3/E5-1xxx/2xxx v3) Broadwell (E3 v4/E5-1xxx/2xxx v4) Skylake-DT (E3 v5) | dual/quad (45 nm) quad (45 nm) quad/six/eight (45 nm) six/eight/ten (32 nm) dual/quad/six/eight (32 nm) dual/quad/six/eight/ten/twelve (22 nm) twelve/fifteen (22 nm) 2/4/6/8/10/12/14/16/18 (22 nm) 4/6/8/10/12/14/16/18/20/22 (14 nm) quad (14 nm) | Mar 2009 Mar 2009 Mar 2010 Apr 2011 Mar 2012 Sep 2013 Feb 2014 Sep 2014 Jun 2015 Oct 2015 | Beckton (75xx) Westmere-EX (E7-4xxx/8xxx) Sandy Bridge-EP (E5-46xx) Ivy Bridge-EP (E5-46xx v2) Ivy Bridge-EX (E7-48xx/88xx v2) Haswell-EP (E5-46xx v3) Haswell-EX (E7-48xx/88xx v3) | quad/six/eight (45 nm) six/eight/ten (32 nm) quad/six/eight (32 nm) quad/six/eight/ten/twelve (22 nm) six/eight/ten/twelve/fifteen (22 nm) 6/10/12/14/16/18 (22 nm) 4/8/10/12/14/16/18 (22 nm) | Mar 2010 Apr 2011 May 2012 March 2014 Feb 2014 Jun 2015 May 2015 |
| List of Intel Xeon microprocessors | |                                                                                           | | |                                                                  |

## Xeon базиран на P6

### Pentium II Xeon
Први процесор бренда Xeon је био Pentium II Xeon (назван "Drake"). Избачен је на тржиште 1998. када је заменио Pentium Pro у Интел-овој линији серверских процесора. Pentium II Xeon је био "Deschutes" Pentium II (имали су и исту шифру производа: 80523) са 512 kB, 1 MB, или 2 MB L2 кеша. L2 кеш је био имплементиран са 512 kB SRAM-овима, које је специјално развио Интел. Број SRAM-ова је зависио од колчине кеша. 512 kB конфигурација је захтевала један SRAM, 1 MB конфигурација: два SRAM-а, и 2 MB конфигурација: 4 SRAM-а са обе стране PCB-а. Сваки SRAM је био калуп димензија 12.90 mm са 17.23mm (222.21 mm²), направљен у 0.35 µm четворослојном металном CMOS процесу и спакован у жицом везаном LGA коме је шупљина оријентисана надоле. Додатни кеш је захтевао већи модул због чега је и Pentium II Xeon користио већи слот, Slot 2. Био је подржан од стране 440GX дуал-процесор чипсета и 450NX квад- или окта-процесор чипсета.

### Pentium III Xeon
Године 1999. Pentium II Xeon је био замењен са Pentium III Xeon-ом. Рефлектујући постепене промене са Pentium II "Deschutes" језгра на Pentium III "Katmai" језгро, први Pentium III Xeon, назван "Tanner", је био исти као његов претходник, осим додатка SSE-а и неколико побољшања на кеш контролерима. Шифра производа за Tanner је одражавала шифру од Katmai; 80525.
Друга верзија, названа "Cascades", је била базирана на Pentium III "Coppermine" језгру. "Cascades" Xeon је користио 133 MHz магистралу и релативно мали 256 kB on-die L2 кеш, што је резултирало скоро истим способностима као код Slot 1 Coppermine процесора, који су били способни за дуал-процесор операције али не и за квад-процесор операције.
Како би побољшао ову ситуацију, Интел је направио нову верзију, која се официјелно исто звала "Cascades" али се често називала "Cascades 2 MB". Постојале су две варијанте: са 1MB или 2 MB  L2 кеша. Његова брзина магистрале је била фиксирана на 100 MHz иако је у пракси кеш био у стању да ово промени. Шифра производа од "Cascades" је одражавала шифру од Coppermine-а; 80526.

## Xeon базиран на Netburst

### Xeon (DP) & Xeon MP (32-bit)

#### Foster
Средином 2001. је уведен бренд Xeon ("Pentium" је избачен из имена). Прва варијанта која је користила нову NetBurst микроархитектуру, "Foster", је била мало другачија од десктоп Pentium 4 ("Willamette"). Био је пристојан чип за радне станице, али кад се радило о серверским апликацијама, скоро увек је био гори од старијих Cascades језгара са 2 MB L2 кеша и AMD-овог Athlon MP-а. Кад се још урачуна потреба за скупим Rambus Dynamic RAM-ом, продаја Foster-а није била импресивна.
Највише два Foster процесора могу бити смештена у симетрични мултипроцесинг (SMP) систем направљен са популарним чипсетом, тако да је друга верзија (Foster MP) уведена са 1 MB L3 кешом и са Jackson Hyper-Threading способношћу. Ово је мало побољшало преформансе, али не довољно да га помери са трећег места. Такође је био скупљи него дуал-процесор (DP) верзија. Foster је такође делио шифру производа са Willamette. 

#### Prestonia
Године 2002. Интел је направио 130 nm верзију CPU-а са Xeon брендом, коме је дато име "Prestonia". Подржавао је Интелову нову Hyper-Threading технологију и имао је 512 kB L2 кеш. Ово је било базирано на "Northwood" Pentium 4 језгру. Нови серверски чипсет, E7500 (који је дозвољавао коришћење двоканалног DDR SDRAM-а), је био избачен у продају како би подржао нови процесор у серверима, а ускоро је брзина магистрале повећана на 533 MT/s (праћено новим чипсетом: E7501 за сервере и E7505 за радне станице). Prestonia је радила много боље него њен претходник и приметно боље од Athlon MP-а. Подршка нових карактеристика у E75xx серији јој је такође дала предност над Pentium III Xeon и Athlon MP брендираним CPU-овима (оба су била заглављена са старим чипсетовима), и врло брзо је постала најпродаванији серверски/радно станични процесор.

### "Gallatin"
Након процесора Prestonia је дошао "Gallatin", који је имао L3 кеш од 1 MB или 2 MB. Његова Xeon MP верзија је такође радила много боље од Foster MP-а, и био је популаран у серверима. Касније искуство са 130 nm процесом је дозволило Интел-у да направи Gallatin са Xeon MP брендом и 4 MB кешом. Prestonia и Gallatin Xeon бренд су били означени са 80532, као и Northwood.

### Xeon (DP) & Xeon MP (64-bit)

#### Nocona и Irwindale
Због неуспеха Интел-ових процесора Itanium и Itanium 2, AMD је успео да уведе x86-64, 64-битну екстензију за x86 архитектуру. Интел је ово испратио тако што је укључио Intel 64 (раније EM64T; скоро је идентичан као AMD64) у 90 nm верзију Pentium 4 ("Prescott")-а. Xeon верзија, названа "Nocona", са 1MB L2 кешом је издата у 2004. Са њом су изашли у продају и E7525 (радна станица), E7520 и E7320 (оба серверска) чипсета, који су додали подршку за PCI Express, DDR-II и Serial ATA. Xeon је био видно спорији од AMD-овог Opteron-а, иако је могао да буде бржи у ситуацијама где је Hyper-Threading улазио у игру.
Мало ажурираније језгро звано "Irwindale" је изашло у продају ране 2005. године, са 2 MB L2 кеша и способношћу да се смањи његова фреквенција за време ниских захтева за процесор. Иако је било конкурентније него што је Nocona била, независни тестови Архивирано на веб-сајту  (1. јул 2016) су показали да је AMD-ов Opteron још увек бољи од Irwindale. Оба ова Prescott-изведена  Xeon-а су имала шифру производа 80546.

#### Cranford и Potomac
64-битни Xeon MP-ови су били уведени у априлу 2005. Јефтинији "Cranford" је био MP верзија Nocona-е, док је скупљи "Potomac" био Cranford са 8 MB L3 кеша. Као Nocona и Irwindale, такође су имали шифру производа 80546.

### Dual-Core Xeon

#### "Paxville DP"
Први Xeon са  dual-core CPU брендом, назван Paxville DP, шифра производа 80551, је пуштен у продају од стране Интел-а 10. октобра 2005. Paxville DP је имао NetBurst микроархитектуру, и био је dual-core еквивалент Irwindale-у, који је имао једно језгро, (повезано са Pentium D брендираним "Smithfield"-ом) са 4 MB L2 кешом (2 MB по језгру). Једини издат Paxville DP модел је имао фреквенцију 2.8 GHz, 800 MT/s предњу магистралу, и прављен је коришћењем 90 nm процеса.

#### 7000 серија "Paxville MP"
MP-способна верзија Paxville DP-а, са називом Paxville MP, шифра производа 80560, је издата 1. новермбра 2005. Постоје две верзије: једна са 2 MB L2 кеша (1 MB по језгру), и једна са 4 MB L2 (2 MB по језгру). Paxville MP, назван dual-core Xeon 7000 серија, је направљен коришћењем 90 nm процеса. Paxville MP фреквенције варирају иѕмеђу 2.67 GHz и 3.0 GHz (бројеви модела 7020–7041), стим што неки модели имају 667 MT/s FSB, а други имају 800 MT/s FSB.
| Модел | Фреквенција (GHz) | L2 Кеш (MB) | FSB (MHz) | TDP (W) |
| ----- | ----------------- | ----------- | --------- | ------- |
| 7020  | 2.66              | 2 × 1       | 667       | 165     |
| 7030  | 2.80              | 2 × 1       | 800       | 165     |
| 7040  | 3.00              | 2 × 2       | 667       | 165     |
| 7041  | 3.00              | 2 × 2       | 800       | 165     |

#### 7100-series "Tulsa"
Пуштен у продају 29. августа 2006. године, 7100 серија, названа Tulsa (шифра производа 80550), је побољшана верзија Paxville MP-а, направљена на 65 nm процесу, са 2 MB L2 кеша (1 MB по језгру) и до16 MB L3 кеша. Користи Socket 604. Tulsa је издата у две верзије: N-линија користи 667 MT/s FSB, и M-линија користи 800 MT/s FSB. N-линија се креће у распону од 2.5 GHz до 3.5 GHz (бројеви модела 7110N-7150N), и M-линија се креће у распону од 2.6 GHz до 3.4 GHz (бројеви модела 7110M-7140M). L3 кеш се креће у распону од 4 MB до 16 MB у свим моделима.
| Модел | Брзина (GHz) | L2 Кеш (MB) | L3 Cache (MB) | FSB (MHz) | TDP (W) |
| ----- | ------------ | ----------- | ------------- | --------- | ------- |
| 7110N | 2.50         | 2           | 4             | 667       | 95      |
| 7110M | 2.60         | 2           | 4             | 800       | 95      |
| 7120N | 3.00         | 2           | 4             | 667       | 95      |
| 7120M | 3.00         | 2           | 4             | 800       | 95      |
| 7130N | 3.16         | 2           | 8             | 667       | 150     |
| 7130M | 3.20         | 2           | 8             | 800       | 150     |
| 7140N | 3.33         | 2           | 16            | 667       | 150     |
| 7140M | 3.40         | 2           | 16            | 800       | 150     |
| 7150N | 3.50         | 2           | 16            | 667       | 150     |

#### 5000 серија "Dempsey"
Дана 23. маја 2006. године, Интел је избацио CPU са два језгра (Xeon брендирана 5000 серија) назван Dempsey (шифра производа 80555). Издат као Dual-Core Xeon 5000-серија, Dempsey је процесор NetBurst микроархитектуре прављен коришћењем 65 nm процеса, и скоро је идентичан као Интел-ов "Presler" Pentium Extreme Edition, осим што је додата SMP подршка, која дозвољава Dempsey-у да оперише у системима са два језгра. Dempsey се креће у распону од 2.50 GHz до 3.73 GHz (бројеви модела 5020–5080). Неки модели имају 667 MT/s FSB, а други имају 1066 MT/s FSB. Dempsey има 4 MB L2 кеша (2 MB по језгру). Такође је издат средње волтажни модел, на 3.2 GHz и 1066 MT/s FSB (број модела 5063). Dempsey такође уводи нови интерфејс за Xeon процесоре: LGA 771, такође познат као Socket J. Dempsey је било прво Xeon језгро у дужем периоду времена које је било конкурентно са његовим Opteron-базираним супарником, иако није имало вођство ни у једним мерама перформанси – то ће чекати његовог наследника, Woodcrest-а.
| Модел | Брзина (GHz) | L2 Кеш (MB) | FSB (MHz) | TDP (W) |
| ----- | ------------ | ----------- | --------- | ------- |
| 5020  | 2.50         | 2 × 2       | 667       | 95      |
| 5030  | 2.66         | 2 × 2       | 667       | 95      |
| 5040  | 2.83         | 2 × 2       | 667       | 95      |
| 5050  | 3.00         | 2 × 2       | 667       | 95      |
| 5060  | 3.20         | 2 × 2       | 1066      | 130     |
| 5063  | 3.20         | 2 × 2       | 1066      | 95      |
| 5070  | 3.46         | 2 × 2       | 1066      | 130     |
| 5080  | 3.73         | 2 × 2       | 1066      | 130     |

## Pentium M (Yonah) базиран Xeon

### LV (ULV), "Sossaman"
Дана 14. марта 2006. године, Интел је избацио процесор са два језгра који је назван Sossaman и брендиран је као Xeon LV (ниска волтажа). Затим је избачена ULV (ултра ниска волтажа) верзија. Sossaman је био процесор способан да има два језгра и да буде мале/ултра-мале снаге (као AMD Quad FX), базиран на "Yonah" процесору, за ултра густе непотрошачке средине, и био је оцењен са thermal design power-ом  (TDP) од 31 W (LV: 1.66 GHz, 2 GHz и 2.16 GHz) и 15 W (ULV: 1.66 GHz). Као такав, подржавао је скоро све карактеристике као и ранији Xeon-и: Виртуализациону технологију, 667 MT/s магистралу са предње стране, и двојезгарно процесовање, али није подржавао 64-битне операције, тако да није могао да покрене 64-битни серверски софтвер, као Microsoft Exchange Server 2007, и самим тим је био ограничен на 16 GB меморије. Планирани наследник, назван "Merom MP" је требало да буде drop-in унапређење које би дозволило Sossaman-базираним серверима да се унапреде у 64-битну способност. Али, ово је напуштено у корист ниско-волтажне верзије Woodcrest LV процесора, остављајући Sossaman-а у ћорсокак, без могућности да се унапреди.
| Модел    | Брзина (GHz) | L2 Кеш (MB) | FSB (MHz) | TDP (W) |
| -------- | ------------ | ----------- | --------- | ------- |
| ULV 1.66 | 1.66         | 2           | 667       | 15      |
| LV 1.66  | 1.66         | 2           | 667       | 31      |
| LV 2.00  | 2.00         | 2           | 667       | 31      |
| LV 2.16  | 2.16         | 2           | 667       | 31      |

## Xeon базиран на језгра

### Dual-Core

#### 3000-серија "Conroe"
Серија 3000, названа Conroe (шифра производа 80557) dual-core Xeon (брендиран) процесор, избачен крајем септембра 2006. године, је био први Xeon за операције са једним процесором. Исти процесор је брендиран као Core 2 Duo или као Pentium Dual-Core и Celeron, са различитим онеспособљеним карактеристикама.
Користили су LGA 775 (Socket T), оперисали су на 1066 MHz магистрали са предње стране, подржавали су Enhanced Intel Speedstep Technology и Intel Virtualization Technology али нису подржавали Hyper-Threading. Conroe процесори који имају број који се завршава на "5" имају 1333 MT/s FSB.
| Модел | Брзина (GHz) | L2 Кеш (MB) | FSB (MHz) | TDP (W) |
| ----- | ------------ | ----------- | --------- | ------- |
| 3040  | 1.86         | 2           | 1066      | 65      |
| 3050  | 2.13         | 2           | 1066      | 65      |
| 3055* | 2.13         | 4           | 1066      | 65      |
| 3060  | 2.4          | 4           | 1066      | 65      |
| 3065  | 2.33         | 4           | 1333      | 65      |
| 3070  | 2.66         | 4           | 1066      | 65      |
| 3075  | 2.66         | 4           | 1333      | 65      |
| 3080* | 2.93         | 4           | 1066      | 65      |
| 3085  | 3.00         | 4           | 1333      | 65      |

- Модели означени са звездицом се не налазе у Интеловој бази података[7]

#### 3100-серија "Wolfdale"
Серија 3100, названа Wolfdale (шифра производа 80570) dual-core Xeon (брендиран) процесор, је била само ребрендирана врезија Интел-ових Core 2 Duo E7000/E8000 и Pentium Dual-Core E5000 процесора, истичући исти 45 nm процес и 6 MB L2 кеш. За разлику од већине Xeon процесора, они подржавају само операције са једним процесором. Користе LGA 775 (Socket T), оперишу на 1333 MHz магистрали са предње стране, подржавају Enhanced Intel Speedstep Technology и Intel Virtualization Technology али не подржавају Hyper-Threading.
| Модел | Брзина (GHz) | L2 Кеш (MB) | FSB (MHz) | TDP (W) |
| ----- | ------------ | ----------- | --------- | ------- |
| E3110 | 3.00         | 6           | 1333      | 65      |
| L3110 | 3.00         | 6           | 1333      | 45      |
| E3120 | 3.16         | 6           | 1333      | 65      |

#### 5100-серија "Woodcrest"
Дана 26. јуна 2006. године, Интел је избацио процесор са два језгра (Xeon брендирана 5100 серија) названа Woodcrest (шифра производа 80556); То је био први Интел Core microarchitecture процесор који је био покренут на тржишту. То је серверска и радно-станична верзија Intel Core 2 процесора. Интел тврди да ово даје побољшање од 80% на перформансе, док смањује потрошњу до 20% у односу на Pentium D.
Већина модела има 1333 MT/s FSB, осим 5110 и 5120, који имају 1066 MT/s FSB. Најбржи процесор (5160) ради на 3.0 GHz. Сви Woodcrest-ови користе LGA 771 и сви осим два модела имају TDP од 65 W. Процесор 5160 има TDP од 80 W и 5148LV (2.33 GHz) има TDP од 40 W. Претходна генерација Xeon-а је имала TDP од 130 W. Сви модели подржавају Intel 64 (Интел-ова x86-64 имплементација), XD bit, и Virtualization Technology, са тиме да "Demand Based Switching" опција за управљање снагом постоји само на Dual-Core Xeon 5140 и надаље. Woodcrest има 4 MB L2 кеша.
| Модел | Брзина (GHz) | L2 Кеш (MB) | FSB (MHz) | TDP (W) |
| ----- | ------------ | ----------- | --------- | ------- |
| 5110  | 1.60         | 4           | 1066      | 65      |
| 5120  | 1.83         | 4           | 1066      | 65      |
| 5128  | 1.83         | 4           | 1066      | 40      |
| 5130  | 2.0          | 4           | 1333      | 65      |
| 5138  | 2.13         | 4           | 1066      | 35      |
| 5140  | 2.33         | 4           | 1333      | 65      |
| 5148  | 2.33         | 4           | 1333      | 40      |
| 5150  | 2.66         | 4           | 1333      | 65      |
| 5160  | 3.00         | 4           | 1333      | 80      |

#### 5200-серија "Wolfdale-DP"
Дана 11. новембра 2007. године, Интел је избацио процесор са два језгра (Xeon брендирана 5200 серија) назван Wolfdale-DP (шифра производа 80573). Направљен је на 45 nm процесу као десктоп Core 2 Duo и Xeon-SP Wolfdale, користи Intel 64 (Интел-ову x86-64 имплементацију), XD bit, Virtualization Technology. Нејасно је да ли је "Demand Based Switching" опција за управљање снагом доступана на L5238. Wolfdale има 6 MB L2 кеша.
| Модел | Брзина (GHz) | L2 Кеш (MB) | FSB (MHz) | TDP (W) |
| ----- | ------------ | ----------- | --------- | ------- |
| E5205 | 1.86         | 6           | 1066      | 65      |
| L5238 | 2.66         | 6           | 1333      | 35      |
| L5240 | 3.00         | 6           | 1333      | 40      |
| X5260 | 3.33         | 6           | 1333      | 80      |
| X5270 | 3.50         | 6           | 1333      | 80      |
| X5272 | 3.40         | 6           | 1600      | 80      |

#### 7200-серија "Tigerton"
Серија 7200, названа Tigerton (шифра производа 80564) је MP-способан процесор, слично као и код 7300 серије, али насупрот томе, само јендо језгро је активно на сваком силицијумском чипу а друго је искључено, што резултира у двојезгарном процесору.
| Модел | Брзина (GHz) | L2 Кеше (MB) | FSB (MHz) | TDP (W) |
| ----- | ------------ | ------------ | --------- | ------- |
| E7210 | 2.40         | 2 × 4        | 1066      | 80      |
| E7220 | 2.93         | 2 × 4        | 1066      | 80      |

### Четворојезгарни и вишејезгарни Xeon

#### 3200-серија "Kentsfield"
Интел је издао преименоване верзије његовог quad-core (2×2) Core 2 Quad процесора као Xeon 3200-серија (шифра производа 80562) 7. јануара 2007. године. 2 × 2 "quad-core" (dual-die dual-core) се састоји из два одвојена dual-core калупа један поред другог у једном CPU паковању. Модели су X3210, X3220 и X3230, фрекевнције су им редом 2.13 GHz, 2.4 GHz и 2.66 GHz. Као и 3000-серија, ови модели једино подржавају једнопроцесорске операције и раде на 1066 MHz магистрали са предње стране. Циљано је за "blade" тржиште. X3220 је исто брендиран и продаван као Core2 Quad Q6600, а X3230 као Q6700.
| Модел | Брзина (GHz) | L2 Кеш (MB) | FSB (MHz) | TDP (W) |
| ----- | ------------ | ----------- | --------- | ------- |
| X3210 | 2.13         | 2 × 4       | 1066      | 100/105 |
| X3220 | 2.40         | 2 × 4       | 1066      | 100/105 |
| X3230 | 2.66         | 2 × 4       | 1066      | 100     |

#### 3300-серија "Yorkfield"
Интел је избацио преименоване верзије quad-core Core 2 Quad Yorkfield Q9400 и Q9x50 процесора као Xeon 3300-серија (шифра производа 80569). Овај процесор се састоји из два одвојена dual-core калупа један до другог у једном CPU паковању прављеном у 45 nm процесу. Модели су X3320, X3350, X3360, X3370 и X3380, фреквенције су им редом2.50 GHz, 2.66 GHz, 2.83 GHz, 3.0 GHz, и 3.16 GHz. L2 кеш је уједињених 6 MB по калупу (осим X3320 који има 3 MB L2 кеша по калупу), и магистрала са предње стране од 1333 MHz. Сви модели имају Intel 64 (Интел-ова x86-64 имплементација), XD bit, и Virtualization Technology, као и "Demand Based Switching".
Yorkfield-CL (шифра производа 80584) варијанте ових процесора су X3323, X3353 и X3363. имају смањен TDP од 80W и направљени су за једнопроцесорске LGA 771 системе уместо LGA 775, који се користи код свих других Yorkfield процесора. По свим другим питањима су идентични као његови, Yorkfield супарници.

#### 5300-серија "Clovertown"
Quad-core (2×2) наследник Woodcrest-а за DP сегмент, који се састоји из два dual-core Woodcrest чипа у једном паковању слично као dual-core Pentium D брендирани процесори (два једнојезгарна чипа) или као quad-core Kentsfield. Сви Clovertown-и користе LGA 771 паковање. Clovertown је обично имплементиран са два Woodcrest калупа на мулти-чип модулу, са 8 MB L2 кеша (4 MB по калупу). Као и Woodcrest, нижи модели користе 1066 MT/s FSB а виши модели користе 1333 MT/s FSB. Интел је избацио Clovertown, шифра производа 80563, 14. новембра 2006. године са моделима E5310, E5320, E5335, E5345, и X5355, у распону од 1.6 GHz до 2.66 GHz. Сви модели подржавају: MMX, SSE, SSE2, SSE3, SSSE3, Intel 64, XD bit (NX bit имплементација), Intel VT. E и X дезигнације су позајмљене од Интел-ове Core 2 шеме бројања модела; −0 на крају имплицира 1066 MT/s FSB, −5 на крају имплицира 1333 MT/s FSB. Сви модели имају TDP од 80 W са изузетком X5355, који има TDP од 120 W, и X5365, који има TDP од 150 W. Ниско-волтажни Clovertown са TDP од 50 W има број модела L5310, L5320 и L5335 (редом 1.6 GHz, 1.86 GHz и 2.0 GHz). Модел 3.0 GHz X5365 је стигао у јулу 2007. године, и био је доступан у Apple Mac Pro 4. априла 2007. године. X5365 ради на до 38 GFLOPS у LINPACK бенчмарку. 
| Модел | Брзина (GHz) | L2 Кеш (MB) | FSB (MHz) | TDP (W) |
| ----- | ------------ | ----------- | --------- | ------- |
| E5310 | 1.60         | 2 × 4       | 1066      | 80      |
| L5310 | 1.60         | 2 × 4       | 1066      | 50      |
| E5320 | 1.86         | 2 × 4       | 1066      | 80      |
| L5320 | 1.86         | 2 × 4       | 1066      | 50      |
| E5335 | 2.00         | 2 × 4       | 1333      | 80      |
| L5335 | 2.00         | 2 × 4       | 1333      | 50      |
| E5345 | 2.33         | 2 × 4       | 1333      | 80      |
| X5355 | 2.66         | 2 × 4       | 1333      | 120     |
| X5365 | 3.00         | 2 × 4       | 1333      | 150     |

#### 5400-серија "Harpertown"
Дана 11. новембра 2007. Интел је представио јавности Yorkfield-базиране Xeon-е – назване Harpertown (шифра производа 80574). Ова фамилија се састоји из двокалупних quad-core процесора направљених на 45 nm процесу и имају 1066 MHz, 1333 MHz, 1600 MHz магистрале са предње стране, са TDP од 40 W до 150 W у зависности од модела. Ови процесори се уклапају у LGA 771 паковање. Сви модели подржавају Intel 64 (Интел-ова x86-64 имплементација), XD bit, и Virtualization Technology. Сви осим E5405 и L5408 такође подржавају Demand Based Switching.
Слово испред броја модела представља термални рејтинг: L представља TDP од 40 W до 50 W, E представља 80 W а X је 120 W TDP или више. Брзина од 3.00 GHz долази у четири модела, два модела са 80 W TDP два друга модела са 120 W TDP и 1333 MHz или 1600 MHz магистралом са предње стране. Најбржи Harpertown је X5492 чији TDP од 150 W је виши од Prescott-базираног Xeon DP-а али има дупло више језгара. (X5482 се такође продаје под именом "Core 2 Extreme QX9775" за коришћење у Intel SkullTrail систему.)
Intel 1600 MHz front-side bus Xeon процесори ће отићи у Intel 5400 (Seaburg) чипсет а неколико матичних плоча које подржавају Intel 5000/5200-чипсет су оспособљени да покрену процесоре са 1333 MHz FSB. Seaburg има подршку за dual PCIe 2.0 x16 slot-ове и до 128 GB меморије.
| Модел | Брзина (GHz) | L2 Кеш (MB) | FSB (MHz) | TDP (W) |
| ----- | ------------ | ----------- | --------- | ------- |
| E5405 | 2.00         | 2 × 6       | 1333      | 80      |
| L5408 | 2.13         | 2 × 6       | 1066      | 40      |
| E5410 | 2.33         | 2 × 6       | 1333      | 80      |
| L5410 | 2.33         | 2 × 6       | 1333      | 50      |
| E5420 | 2.50         | 2 × 6       | 1333      | 80      |
| L5420 | 2.50         | 2 × 6       | 1333      | 50      |
| E5430 | 2.66         | 2 × 6       | 1333      | 80      |
| L5430 | 2.66         | 2 × 6       | 1333      | 50      |
| E5440 | 2.83         | 2 × 6       | 1333      | 80      |
| X5450 | 3.00         | 2 × 6       | 1333      | 120     |
| E5450 | 3.00         | 2 × 6       | 1333      | 80      |
| X5460 | 3.16         | 2 × 6       | 1333      | 120     |
| X5470 | 3.33         | 2 × 6       | 1333      | 120     |
| E5462 | 2.80         | 2 × 6       | 1600      | 80      |
| E5472 | 3.00         | 2 × 6       | 1600      | 80      |
| X5472 | 3.00         | 2 × 6       | 1600      | 120     |
| X5482 | 3.20         | 2 × 6       | 1600      | 150     |
| X5492 | 3.40         | 2 × 6       | 1600      | 150     |

#### 7300-серија "Tigerton"
Серија 7300, названа Tigerton (шифра производа 80565) је (пакован у Socket 604) више способан quad-core processor са четири сокета, који се састоји из два dual core силицијумска чипа Core2 архитектуре на једном керамичком модулу, слично Интел-овој Xeon 5300 серији Clovertown процесорском модлулу.
7300 серија користи Интел-ову Caneland (Clarksboro) платформу.
Интел тврди да 7300 серија Xeon-а нуди дупло више перформанси по вату од Интел-ових ранијих генерација 7100 серије. Caneland чипсет 7300 серије нуди point to point интерфејс што дозвољава пун проток магистрале са предње стране по процесору.
7xxx серије циљају велико серверско тржиште, подржавајући конфигурације са до 32 процесора.
| модел | Брзина (GHz) | L2 Кеш (MB) | FSB (MHz) | TDP (W) |
| ----- | ------------ | ----------- | --------- | ------- |
| E7310 | 1.60         | 2×2         | 1066      | 80      |
| E7320 | 2.13         | 2×2         | 1066      | 80      |
| E7330 | 2.40         | 2×3         | 1066      | 80      |
| E7340 | 2.40         | 2×4         | 1066      | 80      |
| L7345 | 1.86         | 2×4         | 1066      | 50      |
| X7350 | 2.93         | 2×4         | 1066      | 130     |

#### 7400-серија "Dunnington"
Dunnington – задњи процесор Penryn генерације и Интел-ов први multi-core (више од два) калуп – Садржи шестојезгарни (или hexa-core) дизајн са три 3 MB L2 кеша (личи на три спојена 45 nm dual-core Wolfdale калупа), и 96 kB L1 кеш (Data) и 16 MB L3 кеша. Има 1066 MHz FSB, уклапа се у Tigerton's mPGA604 socket, и компатибилан је са Intel Caneland и IBM X4 чипсетовима. Ови процесори подржавају DDR2-1066 (533 MHz), и имају максимални TDP испод 130 W. Намнењени су за blades и остале стековане компјутерске системе. Расположивост је била планирана за другу половину 2008. Брзо је био праћен са Nehalem микроархитектуром. Укупан број транзистора је био 1.9 милијарди.
Објављен је био 15. септембра 2008.
| Модел | Брзина (GHz) | L3 Кеш (MB) | FSB (MHz) | TDP (W) | Језгра |
| ----- | ------------ | ----------- | --------- | ------- | ------ |
| E7420 | 2.13         | 8           | 1066      | 90      | 4      |
| E7430 | 2.13         | 12          | 1066      | 90      | 4      |
| E7440 | 2.40         | 16          | 1066      | 90      | 4      |
| L7445 | 2.13         | 12          | 1066      | 50      | 4      |
| E7450 | 2.40         | 12          | 1066      | 90      | 6      |
| L7455 | 2.13         | 12          | 1066      | 65      | 6      |
| X7460 | 2.66         | 16          | 1066      | 130     | 6      |

## Xeon базиран на Nehalem

### 3400-серија "Lynnfield"
Xeon 3400-серија процесора базирана на Lynnfield попуњава празнину између претходне 3300-серије "Yorkfield" процесора и новије 3500-серије "Bloomfield". Као и Bloomfield, они су процесори са четири језгра у једном паковању базирани на Nehalem микроархитектури, али су уведени скоро годину дана касније, у септембру 2009. Процесори су пласирани за осредње до боље десктоп системе као Core i5 и Core i7. Имају два интегрисана маморијска канала као и PCI Express и Direct Media Interface (DMI) линкове, али немају QuickPath Interconnect (QPI) интерфејс.

### 3400-серија "Clarkdale"
На доњем крају 3400-серије се не налази Lynnfield већ Clarkdale процесор, који се такође користи у Core i3-500 и Core i5-600 процесорима као и у Celeron G1000 и G6000 Pentium серији. Један модел је избачен у марту 2010. године, Xeon L3406. У поређењу са осталим Clarkdale-базираним производима, овај не подржава интегрисане графичке картице, али има много нижи TDP од само 30 W. У поређењу са Lynnfield-базираним Xeon 3400 моделима, на располагању има само два језгра.

### 3500-серија "Bloomfield"
Bloomfield ја назив за наследника Xeon Core микроархитектуре, базиран је на Nehalem микроархитектури и користи исти 45 nm метод прављења као и Интел-ов Penryn. Први процесор избачен са Nehalem архитектуром је десктоп Intel Core i7, који се појавио у новембру 2008. Ово је серверска верзија за системе са једним процесором.
Ово је Intel Xeon процесор са једним сокетом.
Побољшања у перформанси над Xeon процесорима су углавном базирана на:
- Интегрисани меморијски контролер који подржава три канала од DDR3 UDIMM (Unbuffered) или RDIMM (Registered)
- Нови point-to-point процесорски повезивач QuickPath, који замењује стару магистралу са предње стране
- Симултани multithreading од стране више језгара и hyper-threading (2× per core).

| модел | Брзина (GHz) | L3 Кеш (MB) | QPI брзина (GT/s) | DDR3 фреквенција (MHz) | TDP (W) | Језгра | Thread-ови | Turbo-Boost |
| ----- | ------------ | ----------- | ----------------- | ---------------------- | ------- | ------ | ---------- | ----------- |
| W3503 | 2.40         | 4           | 4.8               | 1066                   | 130     | 2      | 2          | No          |
| W3505 | 2.53         | 4           | 4.8               | 1066                   | 130     | 2      | 2          | No          |
| W3520 | 2.66         | 8           | 4.8               | 1066                   | 130     | 4      | 8          | Yes         |
| W3530 | 2.80         | 8           | 4.8               | 1066                   | 130     | 4      | 8          | Yes         |
| W3540 | 2.93         | 8           | 4.8               | 1066                   | 130     | 4      | 8          | Yes         |
| W3550 | 3.06         | 8           | 4.8               | 1066                   | 130     | 4      | 8          | Yes         |
| W3565 | 3.20         | 8           | 4.8               | 1066                   | 130     | 4      | 8          | Yes         |
| W3570 | 3.2          | 8           | 6.4               | 1333                   | 130     | 4      | 8          | Yes         |
| W3580 | 3.33         | 8           | 6.4               | 1333                   | 130     | 4      | 8          | Yes         |

### 5500-серија "Gainestown"
Gainestown или Nehalem-EP, наследник Xeon Core микроархитектуре је базиран на Nehalem микроархитектури и користи исти 45 nm метод прављења као и Интел-ов Penryn. Први процесор издат са Nehalem микроархитектуром је десктоп Intel Core i7, који је издат у новембру 2008. Серверски процесори Xeon 55xx распона су први пут дати тестерима у децембру 2008.
Побољшања над претходним Xeon процесорима су углавном базирана на:
- Интегрисан меморијски контролер који подржава три меморијска канала DDR3 SDRAM.
- Нови point-to-point процесорски повезивач QuickPath, који замењује стару магистралу са предње стране. Gainestown има два QuickPath интерфејса.
- Hyper-threading (2× по језгру, почевши од 5518), који је такође присутан у процесорима пре Core Duo.

| Модел | Брзина (GHz) | L3 Кеш (MB) | QPI брзина (GT/s) | DDR3 фреквенција (MHz) | TDP (W) | Језгра | Thread-ови | Turbo-Boost |
| ----- | ------------ | ----------- | ----------------- | ---------------------- | ------- | ------ | ---------- | ----------- |
| E5502 | 1.87         | 4           | 4.8               | 800                    | 80      | 2      | 2          | No          |
| E5503 | 2.00         | 4           | 4.8               | 800                    | 80      | 2      | 2          | No          |
| E5504 | 2.00         | 4           | 4.8               | 800                    | 80      | 4      | 4          | No          |
| E5506 | 2.13         | 4           | 4.8               | 800                    | 80      | 4      | 4          | No          |
| L5506 | 2.13         | 4           | 4.8               | 800                    | 60      | 4      | 4          | No          |
| E5507 | 2.26         | 4           | 4.8               | 800                    | 80      | 4      | 4          | No          |
| L5518 | 2.13         | 8           | 5.86              | 1066                   | 60      | 4      | 8          | Yes         |
| E5520 | 2.26         | 8           | 5.86              | 1066                   | 80      | 4      | 8          | Yes         |
| L5520 | 2.26         | 8           | 5.86              | 1066                   | 60      | 4      | 8          | Yes         |
| E5530 | 2.40         | 8           | 5.86              | 1066                   | 80      | 4      | 8          | Yes         |
| L5530 | 2.40         | 8           | 5.86              | 1066                   | 60      | 4      | 8          | Yes         |
| E5540 | 2.53         | 8           | 5.86              | 1066                   | 80      | 4      | 8          | Yes         |
| X5550 | 2.66         | 8           | 6.4               | 1333                   | 95      | 4      | 8          | Yes         |
| X5560 | 2.80         | 8           | 6.4               | 1333                   | 95      | 4      | 8          | Yes         |
| X5570 | 2.93         | 8           | 6.4               | 1333                   | 95      | 4      | 8          | Yes         |
| W5580 | 3.20         | 8           | 6.4               | 1333                   | 130     | 4      | 8          | Yes         |
| W5590 | 3.33         | 8           | 6.4               | 1333                   | 130     | 4      | 8          | Yes         |

### C3500/C5500-серија "Jasper Forest"
Jasper Forest је Nehalem-базиран угњежден процесор са PCI Express везама на калупу, има од 1 до 4 језгра и снагу од 23 до 85 вати.
Uni-процесор верзија без QPI долази као LC35xx и EC35xx, док је верзија са два процесора продавана као LC55xx и EC55xx и користи QPI за комуникацију између процесора. Обе верзије користе DMI линк да комуницирају са 3420 који се такође користи у 3400-серији Lynfield Xeon процесора, али користи LGA 1366 паковање које се иначе користи за процесоре са QPI али без DMI или PCI Express линкова. CPUID шифра за оба Lynnfield и Jasper forest је 106Ex, нпр. породица 6, модел 30.
Celeron P1053 спада у исту породицу као и LC35xx серија, али му недостаје RAS карактеристика која је присутна у Xeon верзији.

### 3600/5600-серија "Gulftown" & "Westmere-EP"
Gulftown или Westmere-EP, 32 nm Westmere-базиран процесор са шест језгара, је основа за Xeon 36xx и 56xx серије и Core i7-980X. Покренут је у првој четвртини 2010. 36xx-серија прати Bloomfield uni-процесорски модел 35xx-серије док 56xx-серија прати Gainestown dual-processor модел 55xx-серије и оба имају компатибилне сокете са њиховим претходницима.
| Модел | Брзина (GHz) | L3 Кеш (MB) | QPI брзина (GT/s) | DDR3 фреквенција (MHz) | TDP (W) | Језгра | Thread-ови | Turbo-Boost |
| ----- | ------------ | ----------- | ----------------- | ---------------------- | ------- | ------ | ---------- | ----------- |
| W3670 | 3.20         | 12          | 4.8               | 1066                   | 130     | 6      | 12         | Y           |
| W3680 | 3.33         | 12          | 6.4               | 1333                   | 130     | 6      | 12         | Y           |
| W3690 | 3.46         | 12          | 6.4               | 1333                   | 130     | 6      | 12         | Y           |
| E5603 | 1.60         | 4           | 4.8               | 800                    | 80      | 4      | 4          | N           |
| E5606 | 2.13         | 8           | 4.8               | 1066                   | 80      | 4      | 4          | N           |
| E5607 | 2.26         | 8           | 4.8               | 1066                   | 80      | 4      | 4          | N           |
| L5609 | 1.86         | 12          | 4.8               | 1066                   | 40      | 4      | 4          | N           |
| L5618 | 1.86         | 12          | 5.86              | 1066                   | 40      | 4      | 8          | Y           |
| E5620 | 2.40         | 12          | 5.86              | 1066                   | 80      | 4      | 8          | Y           |
| L5630 | 2.13         | 12          | 5.86              | 1066                   | 40      | 4      | 8          | Y           |
| E5630 | 2.53         | 12          | 5.86              | 1066                   | 80      | 4      | 8          | Y           |
| L5638 | 2.00         | 12          | 5.86              | 1333                   | 60      | 6      | 12         | Y           |
| L5639 | 2.13         | 12          | 5.86              | 1333                   | 60      | 6      | 12         | Y           |
| L5640 | 2.26         | 12          | 5.86              | 1333                   | 60      | 6      | 12         | Y           |
| E5640 | 2.66         | 12          | 5.86              | 1066                   | 80      | 4      | 8          | Y           |
| L5645 | 2.40         | 12          | 5.86              | 1333                   | 60      | 6      | 12         | Y           |
| E5645 | 2.40         | 12          | 5.86              | 1333                   | 80      | 6      | 12         | Y           |
| E5649 | 2.53         | 12          | 5.86              | 1333                   | 80      | 6      | 12         | Y           |
| X5650 | 2.66         | 12          | 6.4               | 1333                   | 95      | 6      | 12         | Y           |
| X5660 | 2.80         | 12          | 6.4               | 1333                   | 95      | 6      | 12         | Y           |
| X5667 | 3.06         | 12          | 6.4               | 1333                   | 95      | 4      | 8          | Y           |
| X5670 | 2.93         | 12          | 6.4               | 1333                   | 95      | 6      | 12         | Y           |
| X5672 | 3.20         | 12          | 6.4               | 1333                   | 95      | 4      | 8          | Y           |
| X5675 | 3.06         | 12          | 6.4               | 1333                   | 95      | 6      | 12         | Y           |
| X5677 | 3.46         | 12          | 6.4               | 1333                   | 130     | 4      | 8          | Y           |
| X5679 | 3.20         | 12          | 6.4               | 1066                   | 115     | 6      | 12         | Y           |
| X5680 | 3.33         | 12          | 6.4               | 1333                   | 130     | 6      | 12         | Y           |
| X5687 | 3.60         | 12          | 6.4               | 1333                   | 130     | 4      | 8          | Y           |
| X5690 | 3.46         | 12          | 6.4               | 1333                   | 130     | 6      | 12         | Y           |
| X5698 | 4.40         | 12          | 6.4               | 1066                   | 130     | 2      | 4          | Y           |

### 6500/7500-серија "Beckton"
Beckton или Nehalem-EX (EXpandable серверско тржиште) је Nehalem-базиран процесор са до осам језгара и користи баферинг унутар чипсета да подржи до 16 стандардних DDR3 DIMMS по процесорском сокету без потребе да користи FB-DIMMS. За разлику од претходних Xeon MP процесора, Nehalem-EX користи ново LGA 1567 паковање, мењајући Socket 604 који се користио код претходних модела, до Xeon 7400 "Dunnington"-а. 75xx модели имају четири QuickPath интерфејса, тако да може да се користи у до осмосокетним конфигурацијама, док су 65xx модели само до два сокета. Дизајниран од стране Digital Enterprise Group (DEG) Santa Clara и Hudson Design Teams, Beckton се прави по P1266 (45 nm) технологији. Његово покретање мајем 2010. се поклапа са његовим супарником, AMD-овим Opteron 6xxx "Magny-Cours".
Већина модела ограничава броји језгара и QPI линкова као и L3 кеш величину како би добили већи број производа од једног дизајна чипа.
| Модел | Брзина (GHz) | L3 Кеш (MB) | QPI брзина (GT/s) | DDR3 фреквенција (MHz) | TDP (W) | Језгра | Thread-ови | Turbo-Boost |
| ----- | ------------ | ----------- | ----------------- | ---------------------- | ------- | ------ | ---------- | ----------- |
| E6510 | 1.73         | 12          | 2×4.8             | 800                    | 105     | 4      | 8          |             |
| E6540 | 2.00         | 18          | 2×6.4             | 1066                   | 105     | 6      | 12         |             |
| X6550 | 2.00         | 18          | 2×6.4             | 1066                   | 130     | 8      | 16         |             |
| E7520 | 1.86         | 18          | 3×4.8             | 800                    | 95      | 4      | 8          |             |
| E7530 | 1.86         | 12          | 3×5.8             | 1066                   | 105     | 6      | 12         |             |
| E7540 | 2.00         | 18          | 4×6.4             | 1066                   | 105     | 6      | 12         |             |
| X7542 | 2.66         | 18          | 4×5.8             | 1066                   | 130     | 6      | 6          | 0/1/1/1     |
| L7545 | 1.86         | 18          | 4×5.8             | 1066                   | 95      | 6      | 12         | 0/1/3/5     |
| X7550 | 2.00         | 18          | 4×6.4             | 1066                   | 130     | 8      | 16         |             |
| L7555 | 1.86         | 24          | 4×5.8             | 1066                   | 95      | 8      | 16         | 1/2/4/5     |
| X7560 | 2.26         | 24          | 4×6.4             | 1066                   | 130     | 8      | 16         |             |

### E7-x8xx-серија "Westmere-EX"
Westmere-EX је следбеник Beckton/Nehalem-EX-а и први Интел-ов чип да има десет процесорских језгара. Микроархитектура је иста као и код Gulftown/Westmere-EP процесора који има шест језгара, али користи LGA 1567 паковање као Beckton да би подржао до 8 сокета.
Почевши од Westmere-EX, опет се променила схема давања имена, стим да "E7-xxxx" сада означава напредне Xeon процесоре који користе паковање које подржава конфигурације са више од два процесора, раније позната као 7xxx серија. Тако и 3xxx uni-processor и 5xxx dual-processor серије су постале E3-xxxx и E5-xxxx, за касније процесоре.

## Xeon базирани на Sandy Bridge– и Ivy Bridge–

### E3—12xx-серијаs "Sandy Bridge"
Xeon E3-12xx линија процесора, издата у априлу 2011. користи Sandy Bridge чипове који су такође основа за Core i3/i5/i7-2xxx и Celeron/Pentium Gxxx производе који користе исти LGA 1155 сокет, али са другачијим онеспособљеним карактеристикама. Значајно је да су Xeon варијанте имале подршку за ECC memory, VT-d и trusted execution који нису присутни код потрошачких модела, док само неки Xeon E3 укључују интегрисани GPU који је присутан код Sandy Bridge-а. Као и његов претходник из Xeon 3400-серије, Xeon E3 подржава операције само са једним процесорским сокетом и намењен је почетничким радним станицама и серверима. CPUID овог процесора је 0206A7h, шифра проивода је 80623.

### E3—12xx v2-серија "Ivy Bridge"
Xeon E3-12xx v2 је мање унапређење Sandy Bridge-базираног E3-12xx, користи 22 nm смањење, дајући мало боље перформансе док је и даље backwards компатибилан. Појавили су се у мају 2012. и одражавају десктоп Core i3/i5/i7-3xxx делове.

### E5—14xx/24xx серија "Sandy Bridge-EN" и E5—16xx/26xx/46xx-серија "Sandy Bridge-EP"
Xeon E5-16xx процесори прате претходну Xeon 3500/3600-серију производа у томе да је напредна платформа за један сокет, и користи LGA 2011 паковање које је уведено са овим процесором. Деле Sandy Bridge-E платформу са i7-38xx и i7-39xx процесорима који имају један сокет. Процесорски чипови немају интегрисан GPU али имају осам процесорских језгара, од којих су неки искључени у производима за почетнике. Xeon E5-26xx има исте карактеристике али такође омогућава вишесокетне операције као и ранија Xeon 5000-серија и Xeon 7000-серија процесора.

### E5—14xx v2/24xx v2 серија "Ivy Bridge-EN" и E5—16xx v2/26xx v2/46xx v2 серија "Ivy Bridge-EP"
Xeon E5 v2 линија је унапређење које је изашло у септембру 2013. како би заменило оригиналне Xeon E5 процесоре са варијантом базираном на Ivy Bridge смањењу. Максимални броји процесорских језгара је подигнуто на 12 по процесорском модулу и тотални L3 кеш је подигнут до 30 MB.
Потрошачке верзије Xeon E5-16xx v2 процесора су Core i7-48xx и 49xx.

### E7—28xx v2/48xx v2/88xx v2 серија "Ivy Bridge-EX"
Xeon E7 v2 линија је надоградња, издата у фебруару 2014. како би заменила оригинални Xeon E7 процесор са варијантом базираном на Ivy Bridge смањењу. Није било Sandy Bridge верзије овог процесора.

## Haswell-базиран Xeon

### E3—12xx v3 серија "Haswell-WS"
Уведен у мају 2013, Xeon E3-12xx v3 је прва Xeon серија базирана на Haswell микроархитектури. Користи нови LGA 1150 сокет, који је уведен са десктоп Core i5/i7 Haswell процесорима, и није компатибилан са LGA 1155 који се користио за Xeon E3 и E3 v2. Као и пре, главна разлика између десктоп и серверске верзије је додата подршка за ECC меморију код Xeon-брендираних делова. Главна предност нове микроархитектуре је боља ефикасност снаге.

### E5—16xx/26xx v3 серија "Haswell-EP"
Уведене у септембру 2014, Xeon E5-16xx v3 и Xeon E5-26xx v3 серије користе нови LGA 2011-v3 сокет, који није компатибилан са LGA 2011 сокетом, који се користио у ранијим Xeon E5 и E5 v2 генерацијама базираним на Sandy Bridge и Ivy Bridge микроархитектурама. Неке од главних предности ове генерације, у поређењу са претходном, су побољшана ефикасност снаге, већи број језгара, и већи кешеви последњег нивоа (LLC-ови). Пратећи већ коришћену номенклатуру, Xeon E5-26xx v3 серија дозвољава операције са два сокета.
Једна од нових карактеристика ове генерације је да Xeon E5 v3 модели са више од 10 језгара подржавају cluster on die (COD) операциони мод, дозвољавајући процесорима више колона језгара и LLC исечака да буду логички одвојени у оно што се представља као non-uniform memory access (NUMA) процесора оперативном систему. Чувајући податке и инструкције локално у односу на "партицију" процесора која их обрађује, тиме смањујући LLC кашњење при приступу, COD доноси побољшане перформансе оперативним системима и апликацијама које су свесне NUMA-е.

### E7—48xx/88xx v3 серија "Haswell-EX"
Уведен у мају 2015, Xeon E7-48xx v3 и Xeon E7-88xx v3 серије доносе већи број језгара, више перформансе по језгру и побољшане карактеристике поузданости, у поређењу са ранијом Xeon E7 v2 генерацијом. Пратећи уобичајену SKU номенклатуру, Xeon E7-48xx v3 и E7-88xx v3 дозвољавају операције са више сокета, подржавајући конфигурације са до четири и осам језгара. Ови процесори користе LGA 2011 (R1) сокет.
Xeon E7-48xx v3 и E7-88xx v3 серије садрже quad-channel интегрисан контролер меморије (IMC), подржавају и DDR3 и DDR4 LRDIMM или RDIMM меморијске модуле коришћењем Jordan Creek (DDR3) или Jordan Creek 2 (DDR4) чипова за меморијски бафер. Обе верзије чипа за меморијски бафер су повезане за процесор коришћењем верзије 2.0 Intel Scalable Memory Interconnect (SMI) интерфејса, док подржавају lockstep memory планове за повећану поузданост. До четири чипа за меморијски бафер могу бити повезана на један процесор, са до шест DIMM места по чипу.
Xeon E7-48xx v3 и E7-88xx v3 серије такође садрже функционалну bug-free подршку за Transactional Synchronization Extensions (TSX), које су биле онеспособљене помоћу микрокод ажурирања у августу 2014. за Haswell-E, Haswell-WS (E3-12xx v3) и Haswell-EP (E5-16xx/26xx v3) моделе, због грешке која је откривена у TSX имплементацији.

## Xeon базиран на Broadwell

### E3—12xx v4 серија "Broadwell-WS"
Уведен у јуну 2015. Xeon E3-12xx v4 је прва Xeon серија базирана на Broadwell микроархитектури. Користи LGA 1150 сокет, који је уведен са десктоп Core i5/i7 Haswell процесорима. Као и раније главна разлика између десктоп и серверске верзије је додата подршка за ECC меморију код Xeon-брендираних делова. Главна предност нове микроархитектуре је нови процес литографије, који резултира бољом ефикасношћу снаге.

## Xeon базиран на Skylake

### E3—12xx v5 серија "Skylake-WS"
Уведен у октобру 2015. Xeon E3-12xx v5 је прва Xeon серија базирана на Skylake микроархитектури. Користи нови LGA 1151 сокет, који је уведен са десктоп Core i5/i7 Skylake процесорима. Као и пре, главна разлика између десктоп и серверске верзије је додатна подршка за ECC меморију код Xeon-брендираних делова.

## Супер компјутери
До 2013. Xeon процесори су свеприсутни у суперкомпјутерима—више од 80% од Top500 машина у 2013. их користи. За најбрже машине, већина перформанси долази из убрзања рачунања; Интелов улазак на тржиште је представљао Xeon Phi, а прве машине које су га користиле су се појавиле у листи из јуна 2012, а до јуна 2013. се користио у најбржем компјутеру на свету.
- Прве Xeon-базиране машине у top-10 су се појавиле у новембру 2002, два кластера: код Lawrence Livermore National Laboratory и код NOAA.
- Прва Xeon-базирана машина која је на првом месту у Top500 је био кинески Tianhe-IA у новембру 2010, који је користио миксирану Xeon-nVIDIA GPGPU конфигурацију; њега је престигао јапански K computer 2012. али је Tianhe-2 систем који је користио 12-core Xeon E5-2692 процесоре и Xeon Phi карте заузео прво место у обе Top500 листе у 2013.
- SuperMUC систем, који користи eight-core Xeon E5-2680 процесоре али нема карте за убрзање, је достигао до четвртог места у јуну 2012. и пао је на десето место до новембра 2013.
- Системи базирани на Xeon процесору су у топ 20 најбржих система по меморијском протоку ако се гледа STREAM бенчмарк.[41]
- Intel Xeon виртуални SMP систем који користи ScaleMP-ов Versatile SMP (vSMP) архитектуру са 128 језгра и 1TB RAM.[42] Овај систем нагомилава 16 Stoakley platform (Seaburg чипсет) система са укупно 32 Harpertown процесора.

## Видети такође
- AMD Opteron
- Интел Xeon Phi, бренд име за породицу производа које користе Intel MIC архитектуру
- Листа Интел Xeon микропроцесора
- Листа Интел микропроцесора